# Eufriesea purpurata
Eufriesea purpurata är en biart som först beskrevs av Alexander Mocsáry 1896.
Eufriesea purpurata ingår i släktet Eufriesea, tribus orkidébin och familjen långtungebin. Inga underarter finns listade i Catalogue of Life.